# Bishop Auckland
Bishop Auckland – miasto i civil parish w Wielkiej Brytanii, w Anglii, w regionie North East England, w hrabstwie Durham, położone nad rzeką Gaunless, nieopodal jej ujścia do Wear. W 2011 civil parish liczyła 16276 mieszkańców. W tym mieście ma swą siedzibę klub piłkarski Bishop Auckland F.C.